# بيت شاكر (جحانه)

تعديل مصدري - تعديل

بيت شاكر هي إحدى قرى مديرية جحانة التابعة لمحافظة صنعاء اليمنية، بلغ تعداد سكانها 238 حسب أحصائيات عام 2004.